# 萬景台學生少年宮

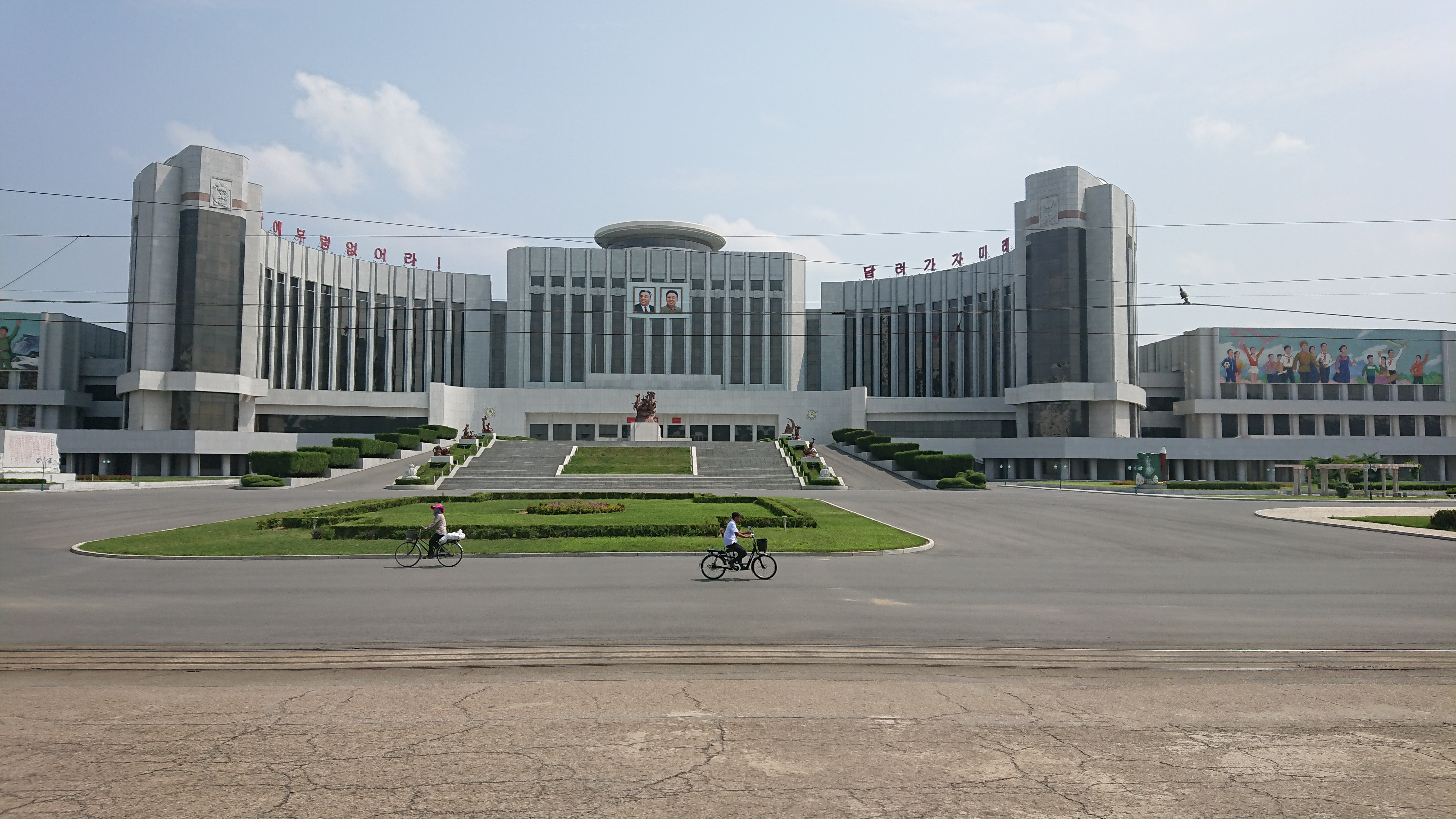
萬景台學生少年宮

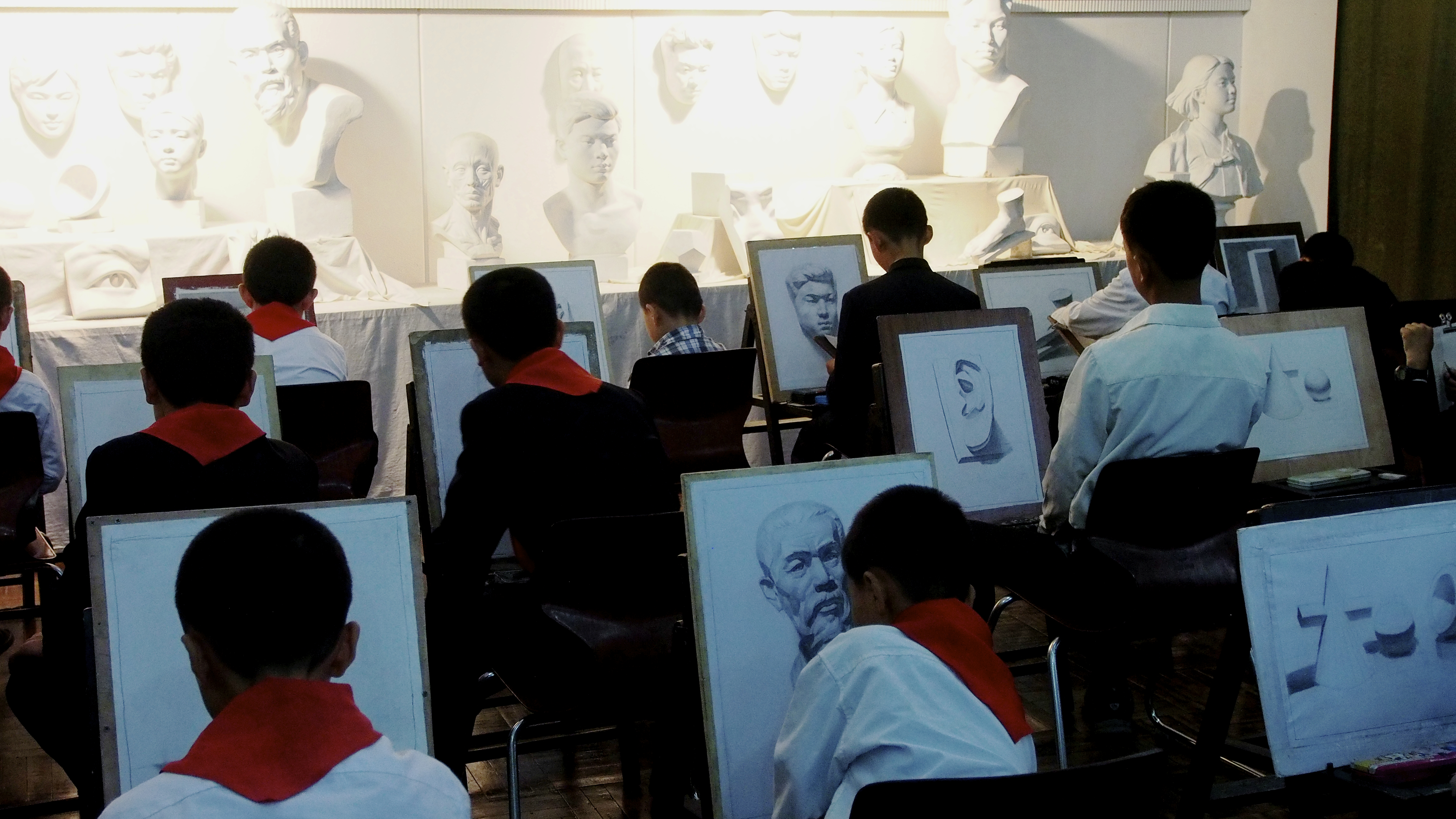
在萬景台學生少年宮參加素描興趣班的學生們

萬景台學生少年宮（：／ Man'gyŏngdae haksaengsonyŏn'gungjŏn）是一座爲學生少年提供綜合性課外教育的場所，位於朝鮮民主主義人民共和國首都平壤萬景台區域光復街的青年中心，金日成广场北面。該中心於1989年5月成立，以讓平壤的學生參與各種課外活動。2017年，少年宮進行翻新工程。現時，少年宮有多個活動室、游泳池、體育館、設書量10萬冊的圖書館、1000個座位的電影院和汽車駕駛實習場。另外，少年宮有600多名教師指導科學、藝術和體育等領域的200多個興趣小組。為特顯社會主義的優越性，少年宮是北韓當局推薦遊客參觀的地方之一。在2000年朝韓首腦會晤期間，南韓總統金大中與其夫人李姬鎬就曾到訪此處。

## 資料來源
1. 1 2 3 4  . Encyclopedia of Korea Culture.   [2018-08-22]. （原始内容存档于2019-08-23） （韩语）.
2. ↑  . 朝鮮中央通訊社. 2025-05-29  [2025-05-30].
3. ↑  . 朝鮮日報. 2017-01-29  [2018-08-22]. （原始内容存档于2019-12-17） （韩语）.
4. ↑  . 東亞日報. 2000-06-15  [2018-08-01]. （原始内容存档于2018-08-21） （韩语）.